# Línea G (Autobuses Urbanos de Elche)
La línea G es una línea regular de autobús urbano de la ciudad de Elche. Es operada por Autobuses Urbanos de Elche.
- Datos: Q5987420